# Comissão Prodi
Comissão Prodi foi a Comissão Europeia presidida por Romano Prodi, sucessora da Comissão Santer e antecessora da Comissão Barroso I, que esteve em função entre 16 de setembro de 1999 e 21 de novembro de 2004. A comissão Prodi tinha no início 20 membros, tendo sido alargada para 30 em 2004, com a adesão de 10 países à União Europeia nesse ano.

### Composição inicial
| Portfolio(s)                                          | Comissário(a)                                              | País          | Partido          |
| ----------------------------------------------------- | ---------------------------------------------------------- | ------------- | ---------------- |
| Presidente                                            | Romano Prodi                                               | Itália        | ID/DL ELDR       |
| Vice-presidente; Reforma Administrativa               | Neil Kinnock                                               | Reino Unido   | Trabalhista PSE  |
| Vice-presidente; Administração, Transportes e Energia | Loyola de Palacio                                          | Espanha       | PP PPE           |
| Concorrência                                          | Mario Monti                                                | Itália        | independente     |
| Agricultura e Pescas                                  | Franz Fischler                                             | Áustria       | ÖVP PPE          |
| Empresas e Sociedade de Informação                    | Erkki Liikanen Serviu até 12 de julho de 2004              | Finlândia     | SDP PSE          |
| Empresas e Sociedade de Informação                    | Olli Rehn Serviu a partir de 12 de julho de 2004           | Finlândia     | Keskusta ELDR    |
| Mercado Interno                                       | Frits Bolkestein                                           | Países Baixos | VVD ELDR         |
| Investigação                                          | Philippe Busquin Serviu até julho de 2004                  | Bélgica       | PS PSE           |
| Investigação                                          | Louis Michel Serviu a partir de julho de 2004              | Bélgica       | MR ELDR          |
| Desenvolvimento e Ajuda Humanitária                   | Poul Nielson                                               | Dinamarca     | SD PSE           |
| Alargamento                                           | Günter Verheugen                                           | Alemanha      | SPD PSE          |
| Relações Externas                                     | Chris Patten                                               | Reino Unido   | Conservadores ED |
| Comércio                                              | Pascal Lamy                                                | França        | PS PSE           |
| Saúde e Defesa do Consumidor                          | David Byrne                                                | Irlanda       | independente     |
| Educação e Cultura                                    | Viviane Reding                                             | Luxemburgo    | CSV PPE          |
| Orçamento                                             | Michaele Schreyer                                          | Alemanha      | Os Verdes PVE    |
| Ambiente                                              | Margot Wallström                                           | Suécia        | SAP PSE          |
| Justiça e Assuntos Internos                           | António Vitorino                                           | Portugal      | PS PSE           |
| Emprego e Assuntos Sociais                            | Anna Diamantopoulou Serviu até março de 2004               | Grécia        | PASOK PSE        |
| Emprego e Assuntos Sociais                            | Stavros Dimas Em serviço a partir de março de 2004         | Grécia        | ND PPE           |
| Política Regional                                     | Michel Barnier Serviu até abril de 2004                    | França        | UMP PPE          |
| Política Regional                                     | Jacques Barrot Em serviço a partir de abril de 2004        | França        | UMP PPE          |
| Assuntos Económicos e Monetários                      | Pedro Solbes Serviu até 26 de abril de 2004                | Espanha       | PSOE PSE         |
| Assuntos Económicos e Monetários                      | Joaquín Almunia Em serviço a partir de 26 de abril de 2004 | Espanha       | PSOE PSE         |

### Novos comissários a partir de 1 de maio de 2004
| Portfolio(s)                        | Comissário(a)      | País       | Partido         |
| ----------------------------------- | ------------------ | ---------- | --------------- |
| Política Regional                   | Péter Balázs       | Hungria    | independente    |
| Comércio                            | Danuta Hübner      | Polónia    | independente    |
| Assuntos Económicos e Financeiros   | Siim Kallas        | Estónia    | Reformista ELDR |
| Desenvolvimento e Ajuda Humanitária | Joe Borg           | Malta      | PN PPE          |
| Agricultura e Pescas                | Sandra Kalniete    | Letónia    | Vienotiba PPE   |
| Educação e Cultura                  | Dalia Grybauskaitė | Lituânia   | independente    |
| Alargamento                         | Janez Potočnik     | Eslovénia  | independente    |
| Empresas e Sociedade de Informação  | Ján Figeľ          | Eslováquia | KDH PPE         |
| Orçamento                           | Markos Kyprianou   | Chipre     | DIKO ELDR       |
| Saúde e Defesa do Consumidor        | Pavel Telička      | Chéquia    | independente    |